# Hervé Boussard
Hervé Boussard (n. 8 martie 1966, Pithiviers, Centre, Franța – d. 26 iunie 2013, Lésigny⁠(d), Île-de-France, Franța) a fost un ciclist de performanță ce a reprezentat Franța, medaliat olimpic. A participat la o ediție a Jocurilor Olimpice (1992) în care a câștigat o medalie de bronz.

## Participări
Lista de mai jos prezintă principalele competiții la care a participat Hervé Boussard de-a lungul carierei.
- cycling at the 1992 Summer Olympics – men's team time trial[*]